# Wolbórz (công xã)
Gmina Wolbórz là một vùng thành thị-nông thôn (quận hành chính) ở Piotrków, Łódź Voivodeship, ở miền trung Ba Lan. Khu hành chính của nó là thị trấn Wolbórz, nằm khoảng 16 kilômét (10 mi) về phía đông bắc của Piotrków Trybunalski và 41 km (25 mi) phía đông nam thủ đô khu vực Łódź.
Gmina có diện tích 151,22 kilômét vuông (58,4 dặm vuông Anh), và tính đến năm 2006, tổng dân số của nó là 7.646. Nó trước đây được phân loại là một Gmina nông thôn, trở thành nông thôn thành thị khi Wolbórz được trao danh hiệu Gmina vào ngày 1 tháng 1 năm 2011.
Gmina chứa một phần của khu vực được bảo vệ gọi là Công viên cảnh quan Sulejów.

## Làng
Ngoài thị trấn Wolbórz, Gmina Wolbórz chứa các làng và các khu định cư của Adamów, Apolonka, Bogusławice, Bronisławów, Brudaki, Dębsko, Golesze Duże, Golesze Nam, Golesze-Parcela, Janow, Kalén, Kolonia Dębina, Komorniki, Krzykowice, Kuznocin, Leonów, Lubiaszów, Lubiatów, Lubiatów-Zakrzew, Marianów, Młoszów, Młynary, Polichno, Proszenie, Psary Stare, Psary Witowskie, Psary-Lechawa, Stanisławów, Studzianki, Świątniki, Swolszewice Duże, Węgrzynów, Żarnowica Duża, Żarnowica Mala và Żywocin.

## Gmina lân cận
Gmina Wolbórz giáp với thành phố Piotrków Trybunalski và các Gmina của Będków, Mniszków, Moszczenica, Sulejów, Tomaszów Mazowiecki và Ujazd.